# Manifesto das 343
Manifesto das 343 (em francês:  Manifeste des 343), foi uma declaração publicada na revista francesa Le Nouvel Observateur em 5 de abril de 1971 e assinada por 343 mulheres que admitem ter tido um aborto, expondo-se assim a processo criminal, visto que o aborto era proibido na França naquela época. Ele também era conhecido como o "Manifesto das 343 Vagabundas" ("le manifeste des 343 salopes").

## O texto
O texto do manifesto foi escrito por Simone de Beauvoir. Ele começava (aqui traduzido para o português):

Um milhão de mulheres na França têm um aborto a cada ano.

Condenado ao sigilo, eles têm acontecido em condições perigosas, sendo que este procedimento, quando realizado sob supervisão médica, é um dos mais simples.

Essas mulheres são veladas em silêncio.

Eu declaro que sou uma delas. Eu tive um aborto.

Assim como nós exigimos o acesso livre ao controle de natalidade, exigimos a liberdade de ter um aborto.

Simone Iff, então vice-presidente do movimento francês de Planejamento Familiar (Le Mouvement français pour le Planning Familial, MFPF), empenhou-se ativamente para obter o maior número possível de assinaturas de celebridades, embora ela mesma não tenha assinado o manifesto.

## Impacto
Na semana seguinte ao manifesto apareceu, a primeira página do semanário satírico Charlie Hebdo expunha um desenho atacando políticos do sexo masculino com a pergunta "Qui a engrossé les 343 Salopes du manifeste sur l'avortement?" ("Quem engravidou as 343 vagabundas do manifesto do aborto? "). Este desenho, feito por Cabu, deu o manifesto o seu apelido.
Isto foi a inspiração para o manifesto de 3 de fevereiro de 1973, em que 331 médicos declaram seu apoio ao direito ao aborto:

Queremos liberdade de aborto. É inteiramente a decisão da mulher. Rejeitamos qualquer entidade que a obriga a defender-se, perpetua um clima de culpa, e permite abortos subterrâneos para persistir...

Os manifestos contribuíram, sobretudo, para a adoção, em dezembro de 1974-janeiro de 1975, da "lei Veil", nomeada por conta da ministra da saúde na época, Simone Veil, que revogou a multa para interrupções voluntárias da gravidez durante as primeiras dez semanas (mais tarde ampliada para doze semanas), o que tirou o aborto da ilegalidade na França.